# Sphenopus divaricatus
Sphenopus divaricatus é uma espécie de planta com flor pertencente à família Poaceae. 
A autoridade científica da espécie é (Gouan) Rchb., tendo sido publicada em Flora Germanica Excursoria 45. 1830.

## Portugal
Trata-se de uma espécie presente no território português, nomeadamente em Portugal Continental e no Arquipélago da Madeira.
Em termos de naturalidade é nativa das duas regiões atrás indicadas.
No Arquipélago da Madeira ocorre na Ilha da Madeira. Não ocorre no Porto Santo, nas Desertas e nas Selvagens.

## Protecção
Não se encontra protegida por legislação portuguesa ou da Comunidade Europeia.